# Tapti
La Tapti ou Tâptî (hindi : ताप्ती, gujarati : તાપ્તી, anglais : Tapti River) est un cours d'eau de l'Inde.

## Géographie
Avec 724 kilomètres de long, son parcours vers l'ouest, c'est l'un des principaux fleuves de l'Inde du Sud.
Elle traverse un certain nombre de villes comme Bhusawal, Surate.

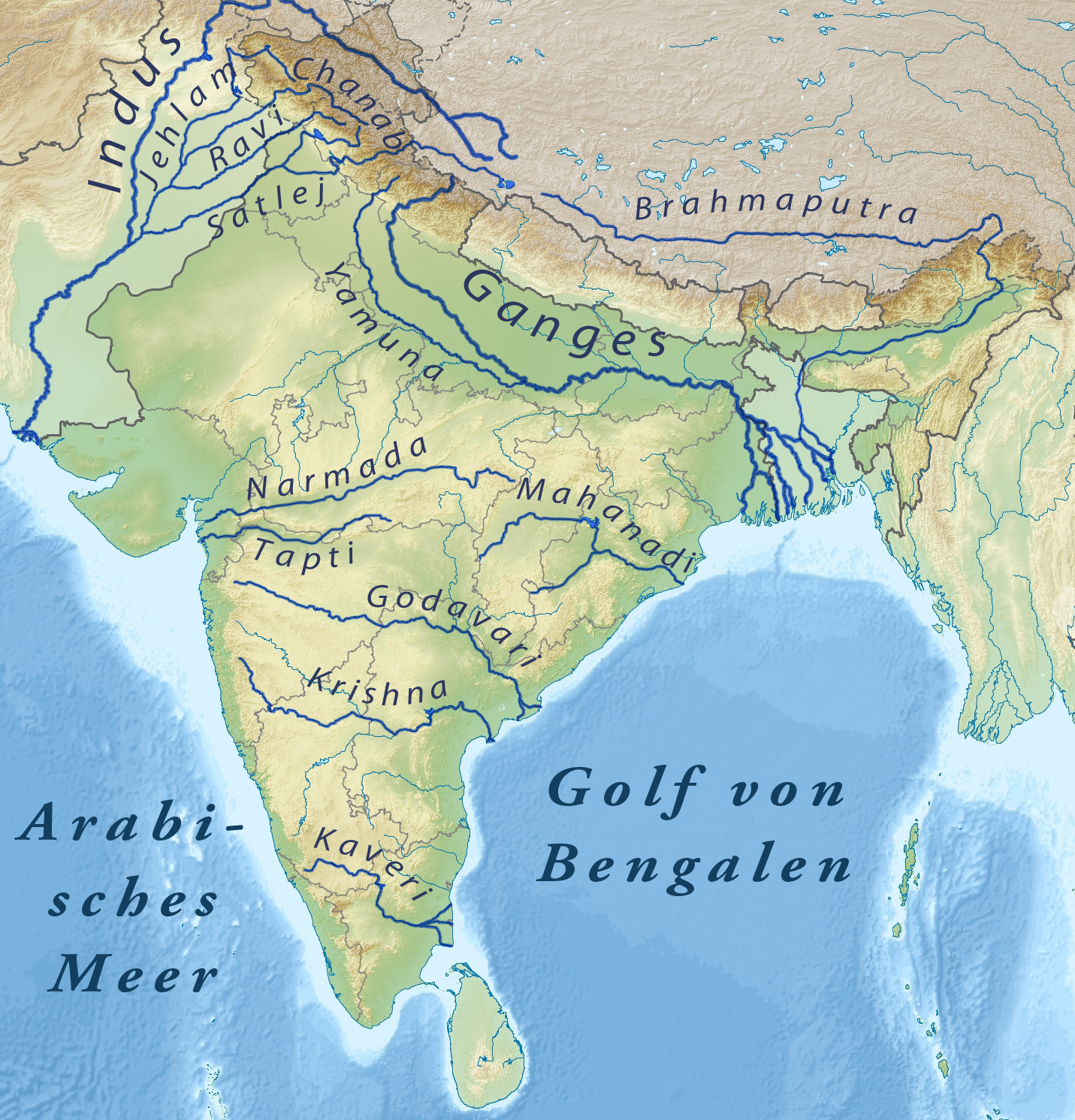
Carte de l'Inde avec ses principaux cours d'eau dont la Tapti.